# 第一家
第一家食品廠有限公司（英語：Tee Yih Jia Food Manufacturing Pte Ltd）是一家總部設於新加坡的食品製造公司。第一家是全球領先的春捲皮（在當地亦稱為「薄餅」）製造商之一，亦生產各式各樣的亞洲即食便利食品，如印度煎饼、可麗餅、雞尾蝦捲、湯圓、春捲和咖哩角等。除了以餅皮為主的食品外，第一家也製造其他冷凍便利食品，如點心、拉麵、包子、饅頭以及風味獨特的亞洲披薩，口味包括北京烤鴨和沙嗲雞等。
第一家的「Spring Home」品牌產品除了在新加坡製造，亦於區域多處設有生產基地。公司在新加坡三巴旺設有一座面積達40萬平方英尺（約3.7萬平方米）的工廠，在馬來西亞柔佛亦擁有一座20萬平方英尺（約1.9萬平方米）的工廠，此外還在美國與中國設有生產設施。第一家的產品行銷全球，從英國到南非乃至澳洲皆可見其蹤影。

## 歷史

### 初創時期
第一家最初於1969年成立，名稱為第一家薄餅乾製廠私人有限公司。當時是一家以人手為主的春捲皮生產小工廠，使用半自動機器製作，主要供應新加坡本地市場。現任執行主席魏成輝於1977年以45萬新元從創辦人手中收購公司，作為其業務多元化計劃的一部分。魏先生意識到即食食品行業的成長潛力，並於1980年親自參與管理，積極開拓更大的發展空間。

### 年代
1984年，第一家大舉投資於先進技術，著手自動化其製造與品質控制流程，從而轉型為具備向國際市場擴展能力的現代化企業。公司因此成為業界首家在春捲皮生產過程中導入全自動化技術的企業。
1986年，第一家因其持續投入自動化技術、研發、嚴格的品質管理、積極行銷策略與擴展規劃，獲得由新加坡國家生產力委員會頒發的全國生產力獎（現為SPRING Singapore國家獎項計劃的一部分），成為首家獲獎的中型企業。
自1988年起，公司開始拓展國際市場，進軍中國、台灣與美國等國。於美國加州設立兩家工廠，生產日式拉麵、餅乾與發酵乳飲料。公司也與中國太平洋集團合資，在福建省福清市建立工廠，生產春捲、咖哩角與餅乾。第一家是福建首家取得HACCP認證 和ISO 9002認證的食品加工企業，同時也是當地第一家獲得歐盟許可出口水產製品至歐洲的公司。
1987年，「春之家」品牌的印度咖哩角榮獲新加坡食品科學與技術學會（SIFST）最佳產品獎。1989年，春之家春捲皮榮獲Monde Selection金獎。此後，第一家持續拓展其即食亞洲食品產品線，鞏固原有產品的成功。

### 1990年代
自1990年代中期起，第一家連續六年入選新加坡“50家杰出企业奖（英語：Enterprise 50）”。1996年，公司因成功將傳統食品推向國際市場，獲得E50特別獎。1998年，公司也獲得新加坡生產力委員會頒發的 HACCP食品安全證書。
1999年，在新加坡經濟發展局（EDB）創新發展計劃支持下，第一家推出冷凍印度煎饼，此為利用專門設計的全自動化設備製作的創新產品。傳統的印度烤餅通常為手工製作，第一家透過研發，使之實現自動化量產。更重要的是，其版本為不含膽固醇的健康選擇，與以酥油製作的傳統烤餅作出區隔。
該產品也成功打入歐洲主流市場，透過一家主要超市連鎖品牌銷售，並搭配咖哩醬包裝上市。1999年，為了更有效推廣產品至歐洲市場，公司在英國設立第一個海外行銷辦事處，作為歐洲區的行銷樞紐。

### 2000年後
2000年3月，第一家將營運總部遷往耗資超過1.5億美元的新加坡三巴旺新廠。公司持續投資先進技術與全自動化整合生產流程，以確保產品品質穩定，並符合國際HACCP食品安全標準。
2000年11月22日，第一家在新加坡企業50強排名中名列第一。此前連續五年入榜：1995年排名第26，1996年第17，1997年第12，1998年第3，1999年第2，終於在2000年躍居榜首。
公司持續透過各地超市與餐飲通路拓展其全球分銷網絡，並計劃將產品推廣至非亞洲主流市場，突顯其產品的多用途性，如將印度烤餅用作皮塔餅、披薩餅皮或捲餅皮等多樣化吃法。

## 新聞紀要
2001年8月 — 時任新加坡總理、現任資政吳作棟先生在2001年國慶群眾大會演講中，點名表揚第一家及其執行主席魏成輝，作為具備潛力發展成「國際化新加坡企業（英語：International Singapore Companies, ISC）」的典範，並鼓勵新加坡人學習其進取精神。
2006年12月 — 第一家與Super Coffee Mix公司聯手，與江蘇恒順醋業股份有限公司合作，在中國鎮江市興建一座總投資達5億元人民幣（約新幣9,850萬元）的食醋生產廠。
2007年2月 — 媒體報導第一家執行主席魏成輝在多家新加坡企業的投資總額超過新幣1億元，並強調他在海外市場的投資機會、人脈關係與商業網絡。
2007年10月 — 第一家與中國浙江一間知名企業的合作被列為典範，展示了在中新中小企業合作諒解備忘錄簽署後，兩國中小企業可透過資訊交流與合作互利共贏。
2008年1月 — 第一家成功爭取在《新加坡－印度全面經濟合作協定（CECA）》框架下，為其產品取得協調制度編碼，以降低進口印度市場的關稅，促進貿易便利化。

## 品牌與產品

### Spring Home
「Spring Home」是第一家的旗艦品牌，用於推廣冷凍即食亞洲便利食品，包括：
- 春捲皮（原味） — 尺寸：10吋（250毫米）平方、8.5吋（215毫米）平方、8吋（200毫米）平方、7.5吋（190毫米）平方、6吋（150毫米）平方及5吋（125毫米）平方
- 春捲皮（蛋味） — 尺寸：8.5吋（215毫米）平方及5吋（125毫米）平方
- 咖哩角皮 — 尺寸：3吋 x 10吋
- 印度烤餅（原味、洋蔥、全麥）
- 春捲（蔬菜、雞肉、蝦仁、巨型）
- 咖哩角
- 點心（餃子、蝦餃、燒賣、酥皮、雲吞、蛋撻）
- 湯圓（花生、紅豆、芝麻）
- 雞尾蝦捲

春之家產品均獲得HACCP、ISO 9002及清真認證。

### 家乐宝
「家乐宝」是第一家用來推廣其東方系列冷凍食品的品牌，產品包括餃子皮、雲吞皮、北京烤鴨餅皮以及中式麵包（如饅頭，提供原味、巧克力及斑蘭三種口味）。

### 其他品牌
第一家還擁有針對特定食品的其他品牌。例如，「Master Chef」是其可麗餅皮的品牌，而「Ryushobo」則是其日本拉麵的品牌。

## 品牌起源
由於第一家的業務以出口為導向，且許多海外非華人背景的顧客在發音或拼寫「Tee Yih Jia」時感到困難，公司因此創建了一個產品品牌識別，並推出了「Spring Home（春之家）」這一品牌名稱。「Spring」象徵其主打產品春捲（Spring Rolls），同時也傳達出清新、新起點的意象；而「Home」則取自公司名稱中最後一字「家（Jia）」，也代表這些產品大多是在家庭中使用，貼近日常、溫暖親切。